# Condado de Jefferson (Colorado)
O Condado de Jefferson (em inglês:  Jefferson County) é um dos 64 condados do estado americano do Colorado. A sede do condado é Golden, e sua maior cidade é Lakewood. Foi fundado em 1 de novembro de 1861.
O condado possui uma área de 2 005 km², dos quais 1 979 km² estão cobertos por terra e 25 km² por água, uma população de 534 543 habitantes, e uma densidade populacional de 270 hab/km² (segundo o censo nacional de 2010). É o quarto condado mais populoso do Colorado.
Neste condado, no dia 20 de abril de 1999 ocorreu o famoso Massacre de Columbine.